# Принцип «KISS»
KISS (англ. keep it simple, stupid — «не ускладнюй, дурнику» або більш ввічливий варіант англ. keep it short and simple — «роби коротше і простіше») — процес і принцип проектування, при якому простота системи декларується як основна мета та/або цінність. Можна розглядати, як узагальнення фізичного закону «відкрита система тяжіє до мінімуму ентальпії». Принцип KISS базується на твердженні, що більшість систем працюють краще, якщо вони прості в користуванні. Виходячи з цього, простота повинна бути головною метою в області дизайну і потрібно намагатися уникати непотрібних складнощів під час проектування.

## Походження
Акронім був придуманий Келлі Джонсоном, провідним інженером Lockheed Skunk Works (розробники літаків-шпигунів Lockheed U-2, SR-71 Blackbird тощо). Цей принцип найкраще ілюструється історією, в якій Джонсон передав інженерам-конструкторам кілька інструментів і сказав, що літак, який вони проектують, повинен вміти полагодити в бойових умовах будь-який механік саме з цим набором інструментів. Таким чином слово «дурний» в даному контексті означає різницю між поломкою і складним процесом роботи для її усунення. Акронім використовується багатьма в ВПС США та в області розробки програмного забезпечення.
Ерік Реймонд у своїй книзі The Art of Unix Programming резюмує філософію Unix як широко використовуваний принцип KISS.

## Варіанти
Принцип, швидше за все, знаходить свої витоки в таких концепціях, як бритва Оккама, «Простота — це найвища витонченість» Леонардо да Вінчі, «Менше означає більше» Людвіг Міс ван дер Рое, або «Схоже, що досконалість досягається не тоді, коли немає, що додати, а тоді коли немає що відняти» Антуан де Сент-Екзюпері.
Колін Чепмен, засновник Lotus Cars, закликав своїх дизайнерів до «Спрощення та легкості».

## В анімаційних фільмах
Аніматор Річард Вільямс закликає до принципу KISS у своїх книгах «The Animator's Survival Kit» («набір для виживання аніматора»), «Disney's Nine Old Men» («Дев'ять старих чоловіків Діснея»), «Disney Animation: The Illusion of Life» («Анімація Дісней: Ілюзія життя»), які вважаються «біблією по анімації». Недосвідчені аніматори можуть «переанімувати» («overanimate») свій твір, змусивши героїв рухатися і робити занадто багато.